# Sexiest Man Alive
Sexiest Man Alive ist eine internationale Auszeichnung, die jährlich vom US-amerikanischen People Magazine verliehen wird. In einer Ausgabe am Ende jedes Jahres teilt das People Magazine mit, wen die Redaktion des Magazins für den „Mann mit dem größten Sexappeal“ des Jahres hält. Gekürt wird der bestaussehende männliche Prominente. 
Bisher konnten nur Brad Pitt (1995, 2000), George Clooney (1997, 2006) und Johnny Depp (2003, 2009) den Titel mehr als einmal gewinnen. Richard Gere gewann einmal als Teil des „Sexiest Couple“ (1993) zusammen mit Cindy Crawford und einmal als „Sexiest Man“ (1999). Bis 2012 wurden – mit Ausnahme von John F. Kennedy, Jr. im Jahr 1988 – nur Schauspieler ausgezeichnet, seitdem wurden auch Persönlichkeiten anderer Bereiche gewählt. 
Analog dazu verlieh das Esquire-Magazin von 2004 bis 2015 jährlich den Titel der Sexiest Woman Alive.

## Titelträger
- 1985:   Mel Gibson
- 1986:  Mark Harmon
- 1987:  Harry Hamlin
- 1988:  John F. Kennedy, Jr.
- 1989:  Sean Connery
- 1990:  Tom Cruise
- 1991:  Patrick Swayze
- 1992:  Nick Nolte
- 1993:  Richard Gere (Zusammen mit Cindy Crawford als „Sexiest Couple“)
- 1994:  Keanu Reeves (2015 rückwirkend   zuerkannt)[1]
- 1995:  Brad Pitt
- 1996:  Denzel Washington
- 1997:  George Clooney
- 1998:  Harrison Ford
- 1999:  Richard Gere (2. Titel)
- 2000:  Brad Pitt (2. Titel)
- 2001:   Pierce Brosnan
- 2002:  Ben Affleck
- 2003:  Johnny Depp
- 2004:  Jude Law
- 2005:  Matthew McConaughey
- 2006:  George Clooney (2. Titel)
- 2007:  Matt Damon
- 2008:  Hugh Jackman
- 2009:  Johnny Depp (2. Titel)
- 2010:  Ryan Reynolds
- 2011:  Bradley Cooper
- 2012:  Channing Tatum
- 2013:  Adam Levine
- 2014:  Chris Hemsworth
- 2015:  David Beckham
- 2016:   Dwayne Johnson
- 2017:  Blake Shelton
- 2018:  Idris Elba
- 2019:  John Legend
- 2020:  Michael B. Jordan
- 2021:  Paul Rudd
- 2022:  Chris Evans[2]
- 2023:  Patrick Dempsey[3]
- 2024:  John Krasinski[4]

## Galerie

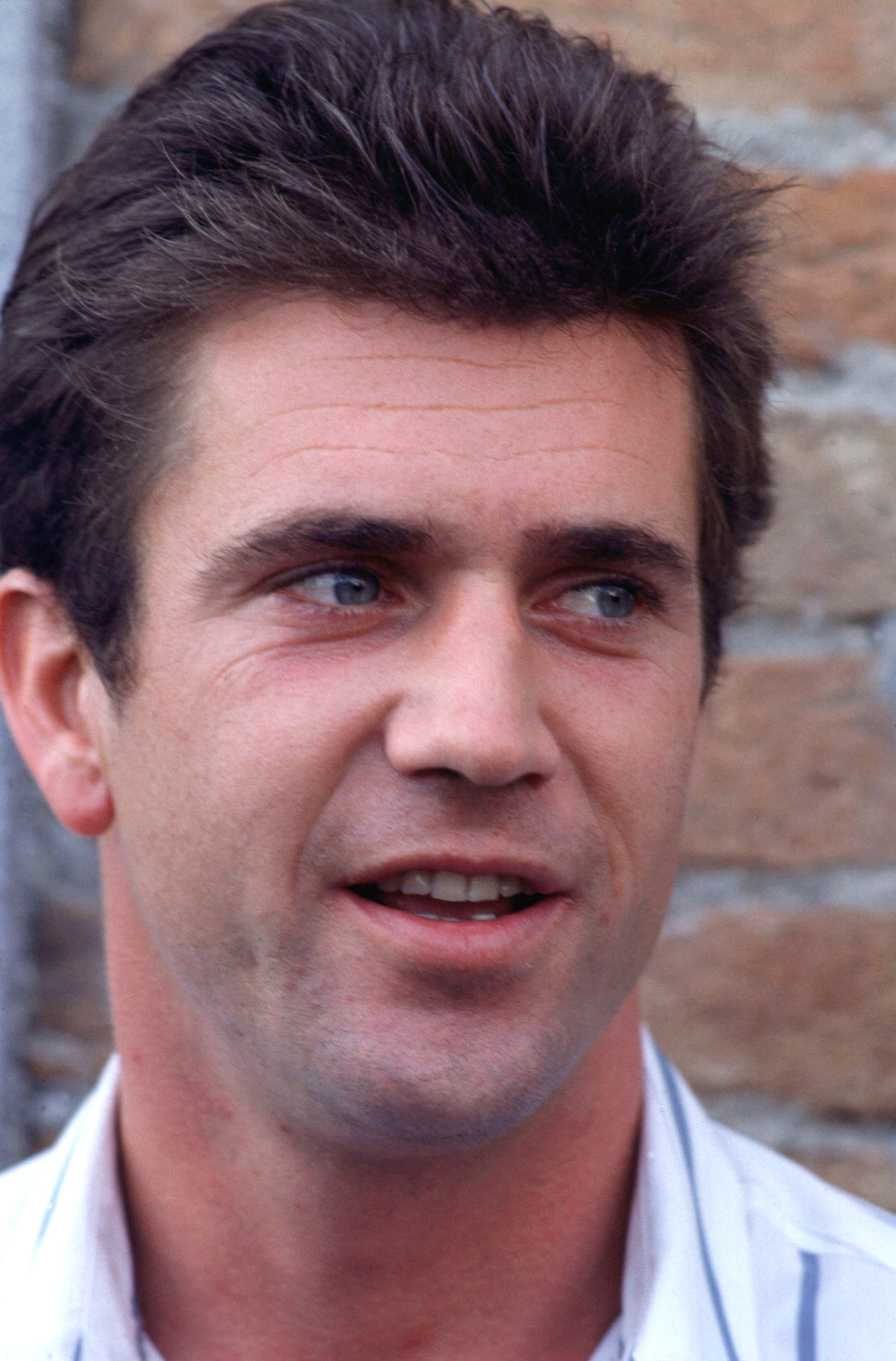
1985: Mel Gibson (Bild 1985)
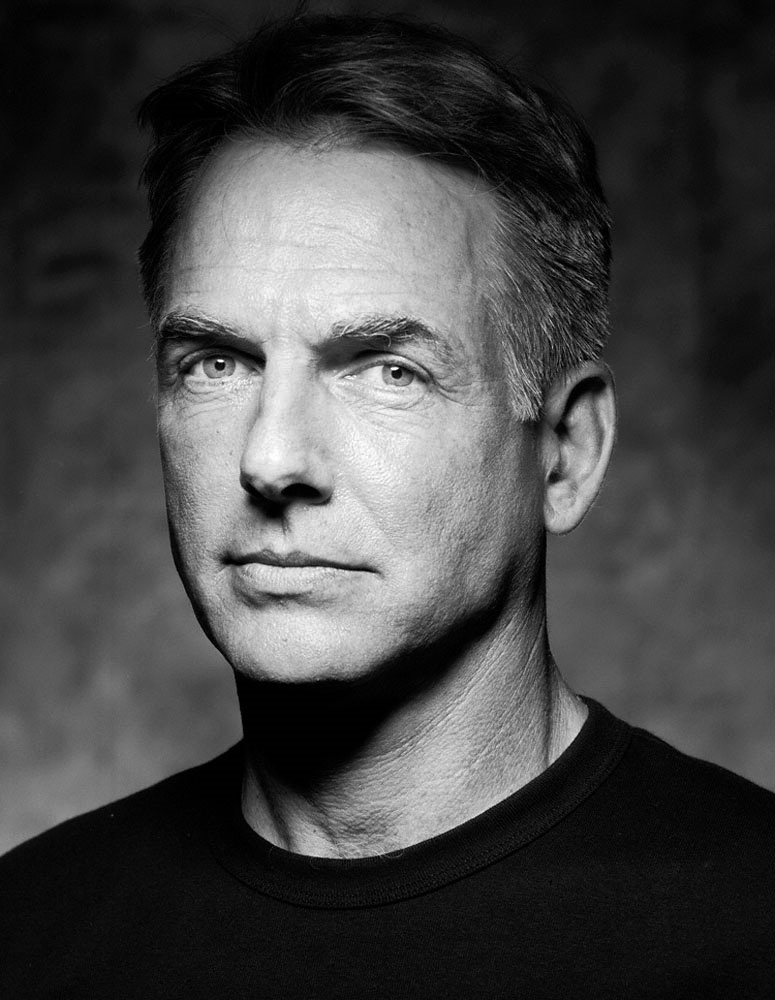
1986: Mark Harmon (Bild 2005)
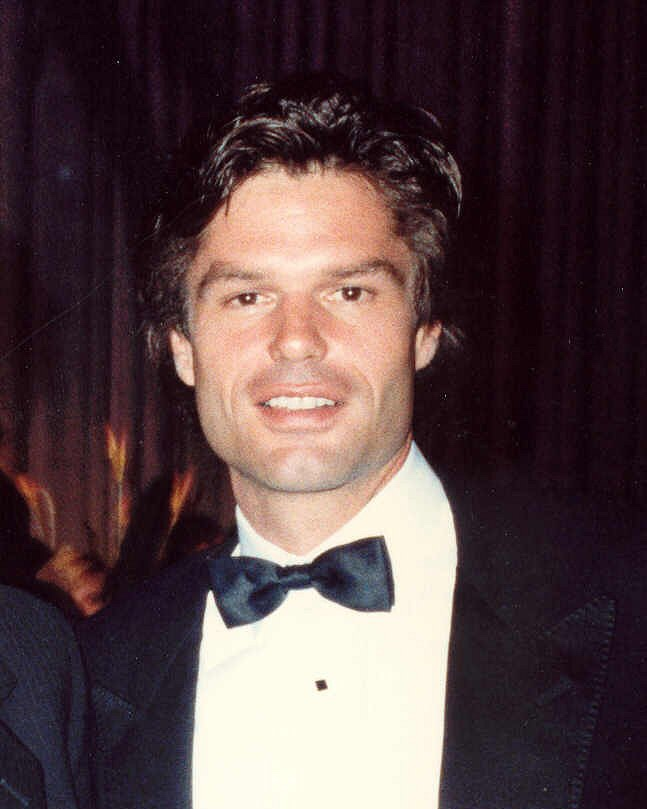
1987: Harry Hamlin (Bild 1987)
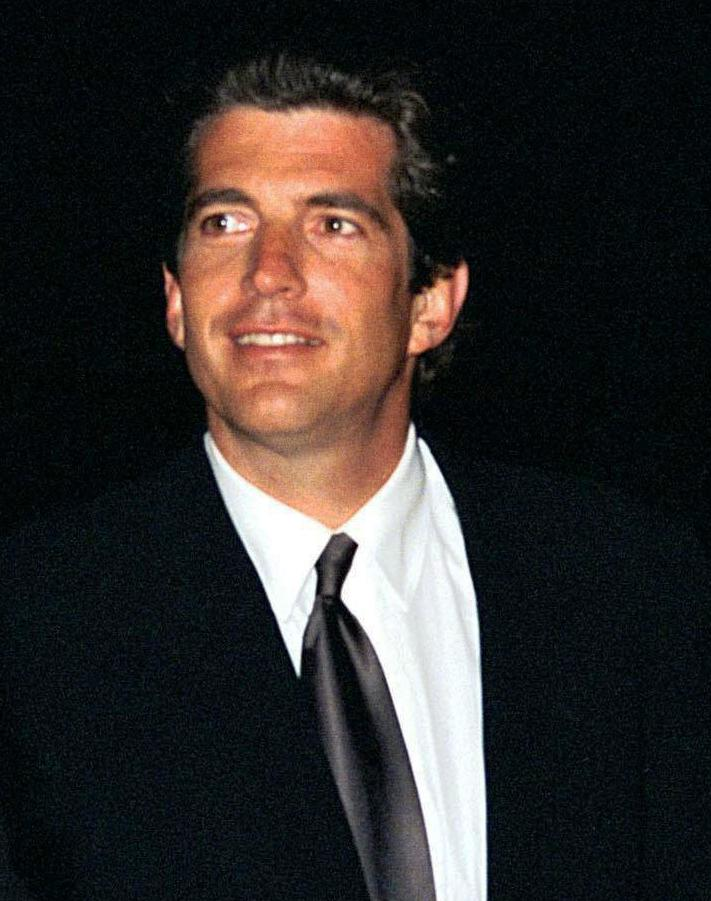
1988: John F. Kennedy, Jr. (Bild 1998)
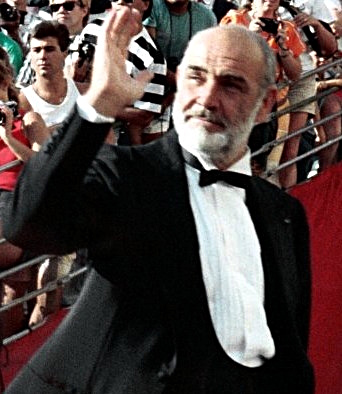
1989: Sean Connery (Bild 1988)
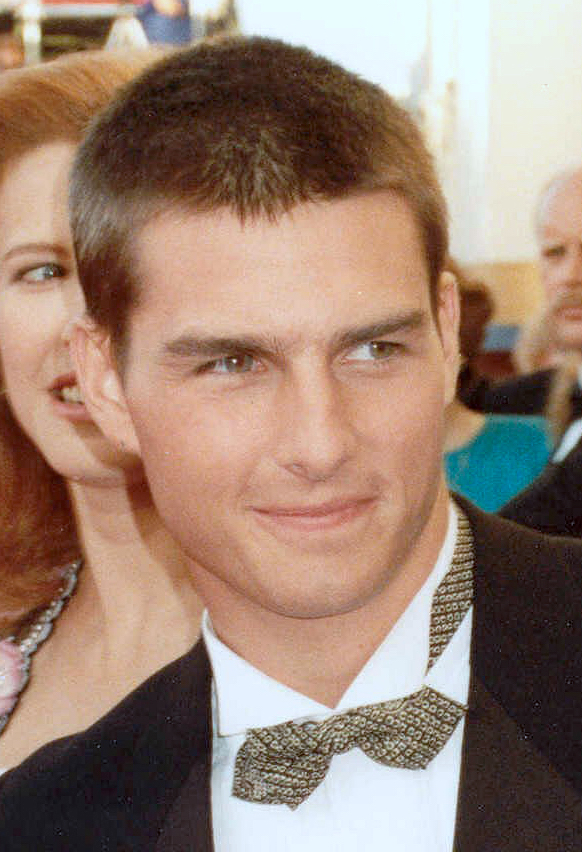
1990: Tom Cruise (Bild 1989)
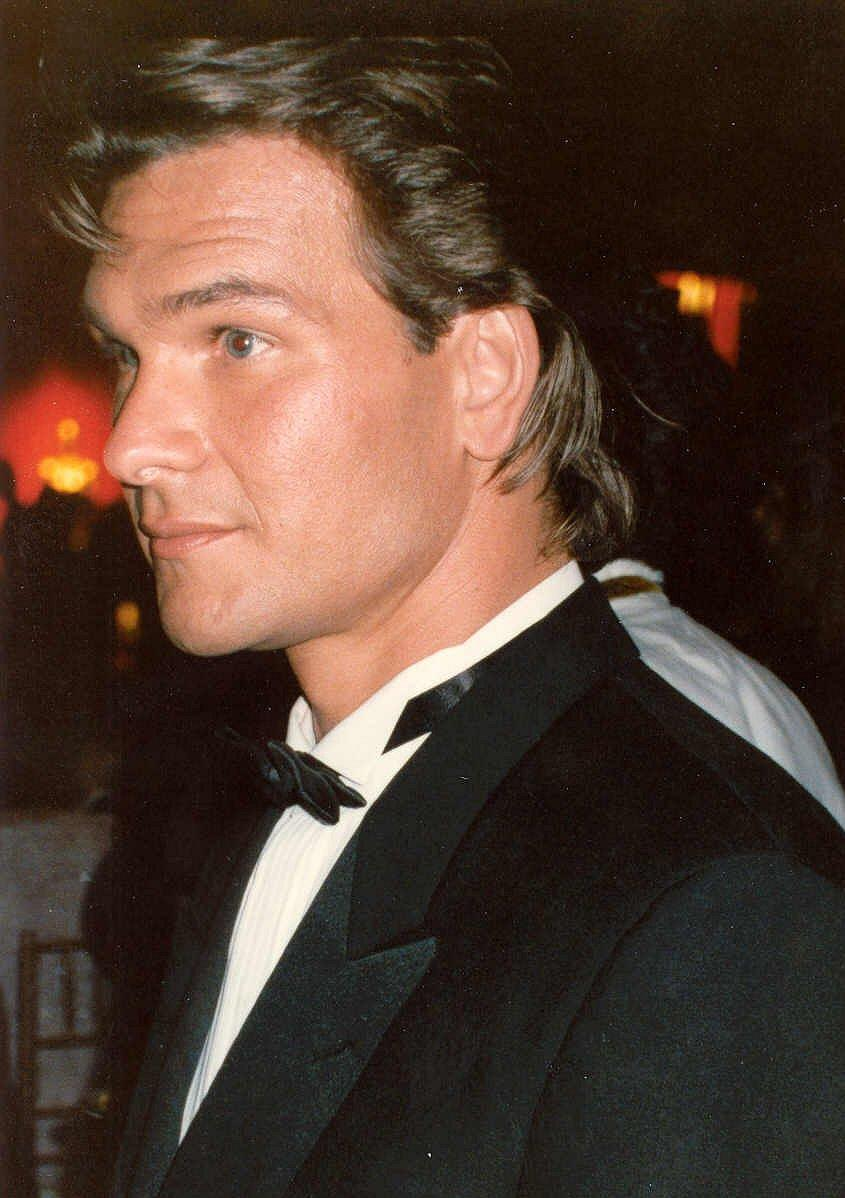
1991: Patrick Swayze (Bild 1989)
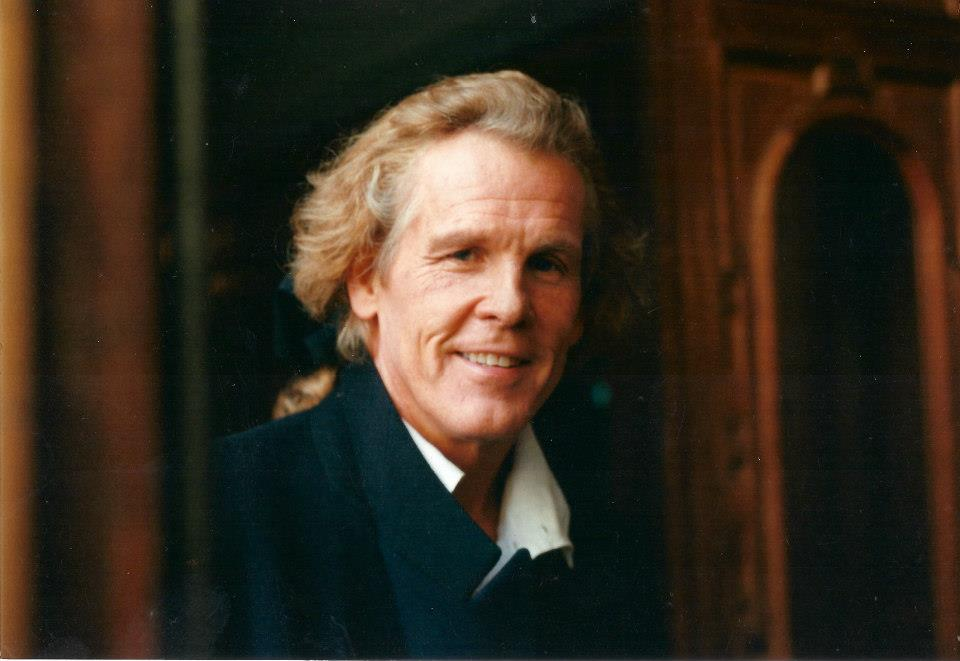
1992: Nick Nolte (Bild etwa 1992/1993)
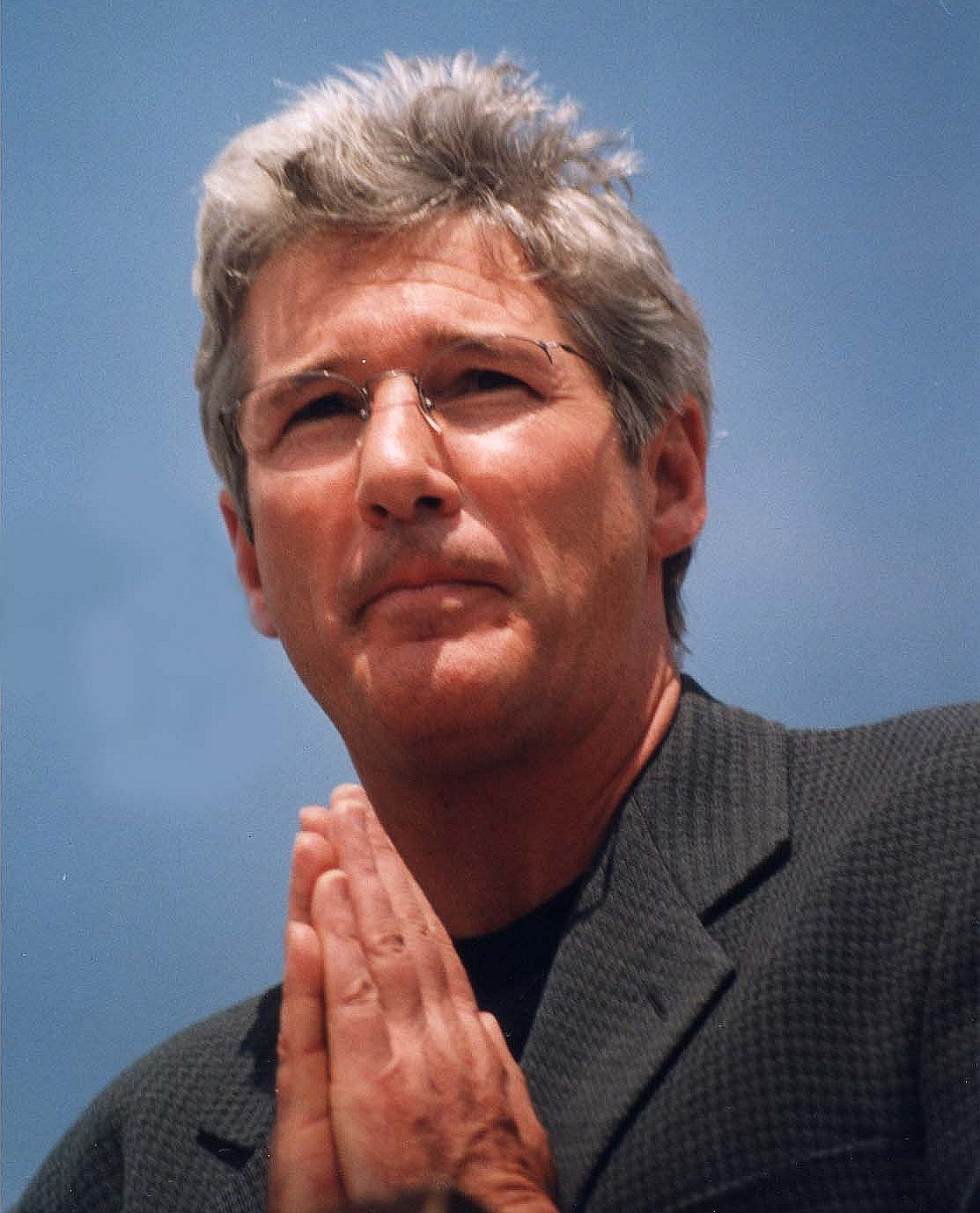
1993+1999: Richard Gere (Bild 2000)
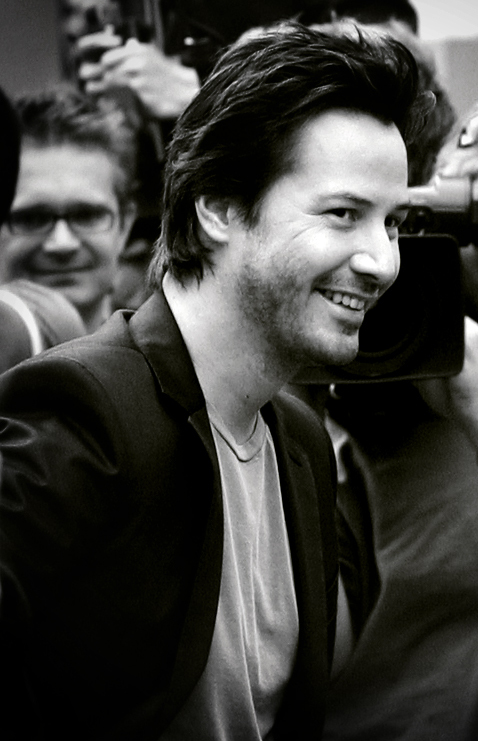
1994: Keanu Reeves (Bild 2006)
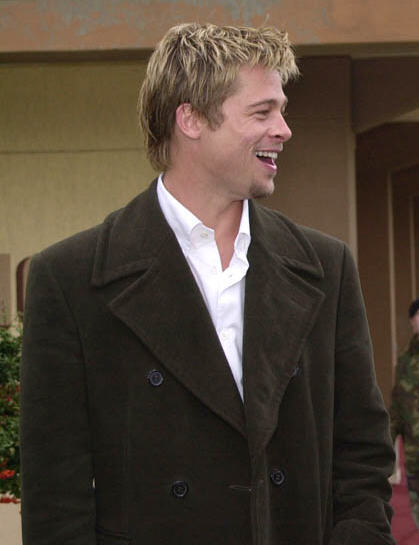
1995+2000: Brad Pitt (Bild 2001)
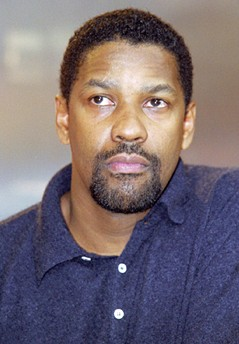
1996: Denzel Washington (Bild 2000)
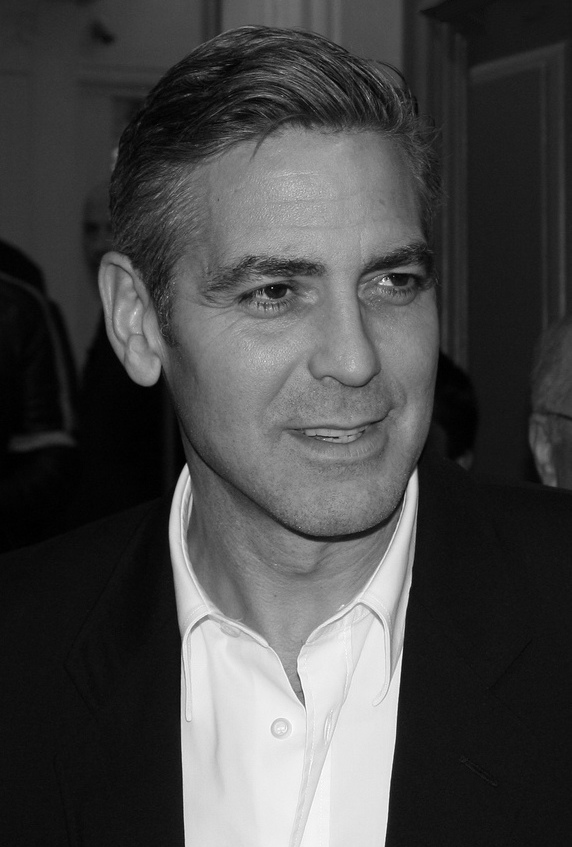
1997+2006: George Clooney (Bild 2007)
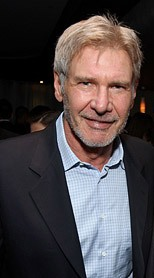
1998: Harrison Ford (Bild 2007)
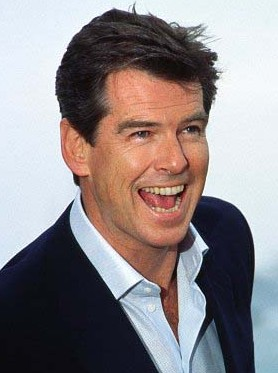
2001: Pierce Brosnan (Bild 2002)
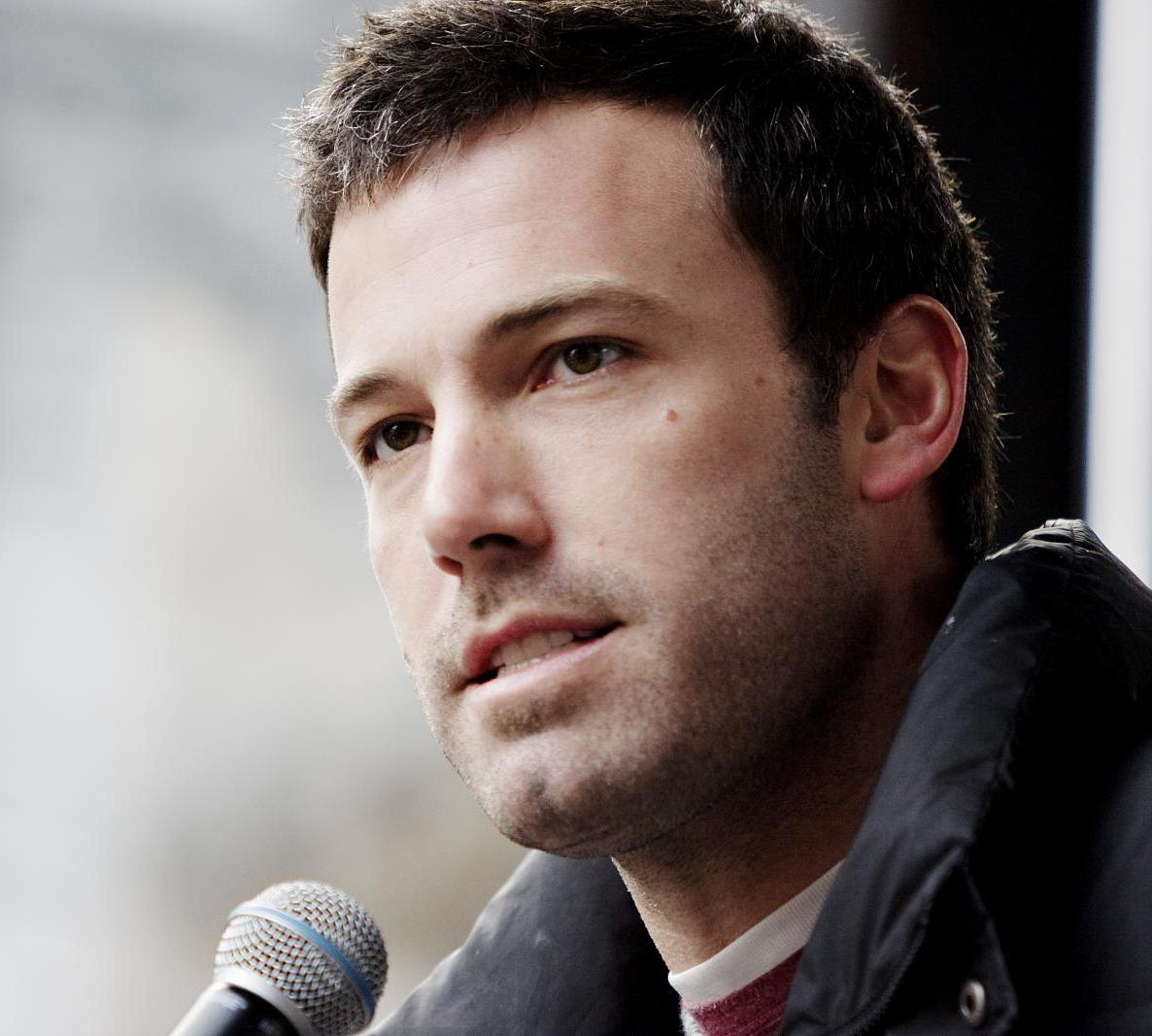
2002: Ben Affleck (Bild 2009)
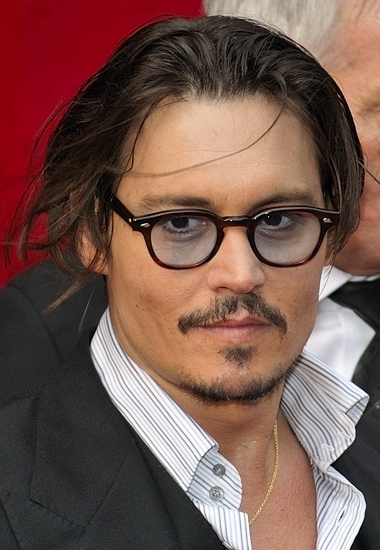
2003+2009: Johnny Depp (Bild 2009)
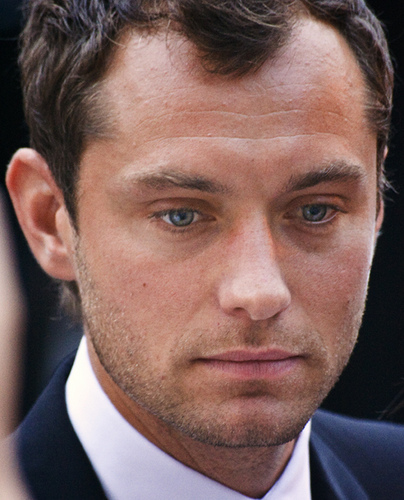
2004: Jude Law (Bild 2007)
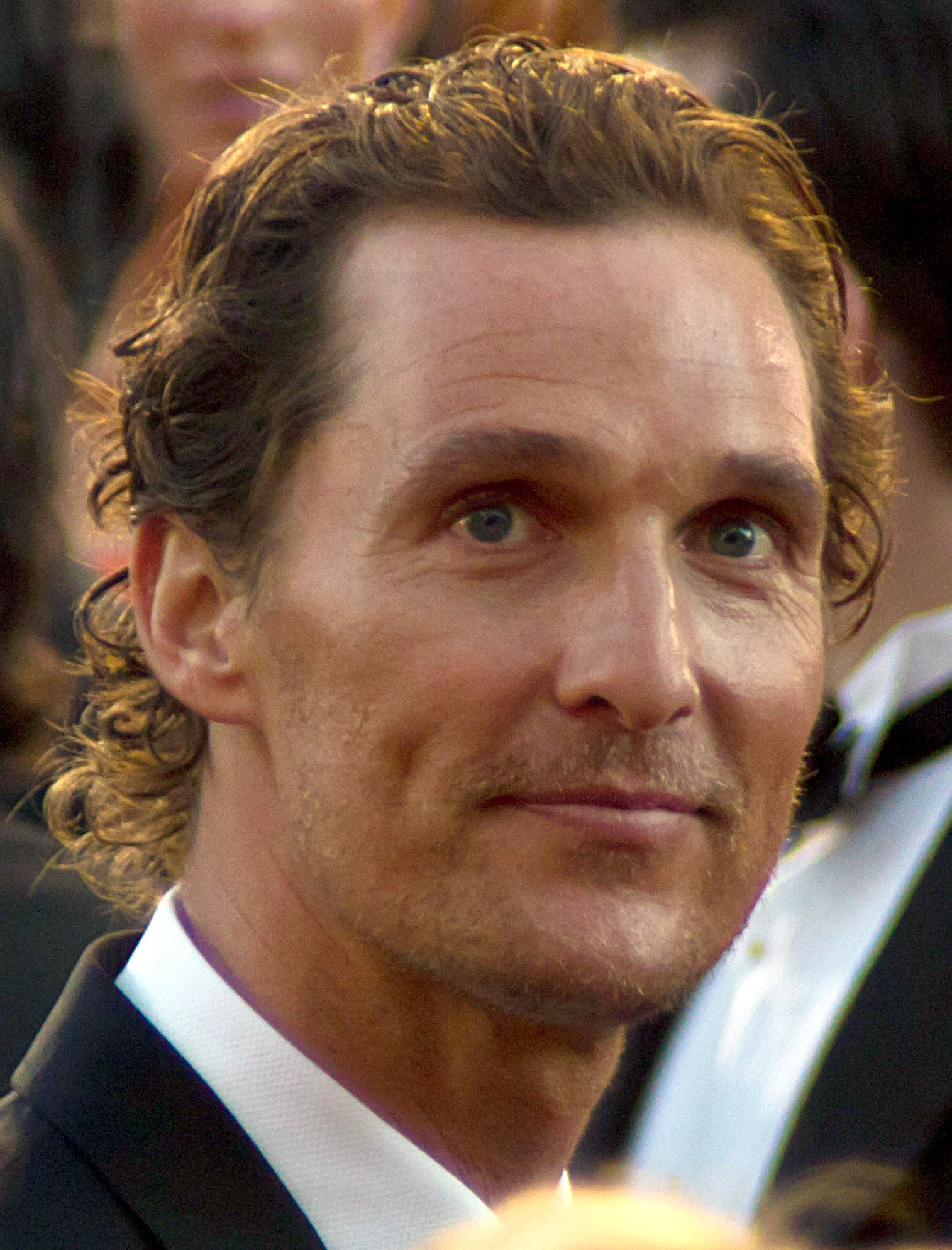
2005: Matthew McConaughey (Bild 2011)
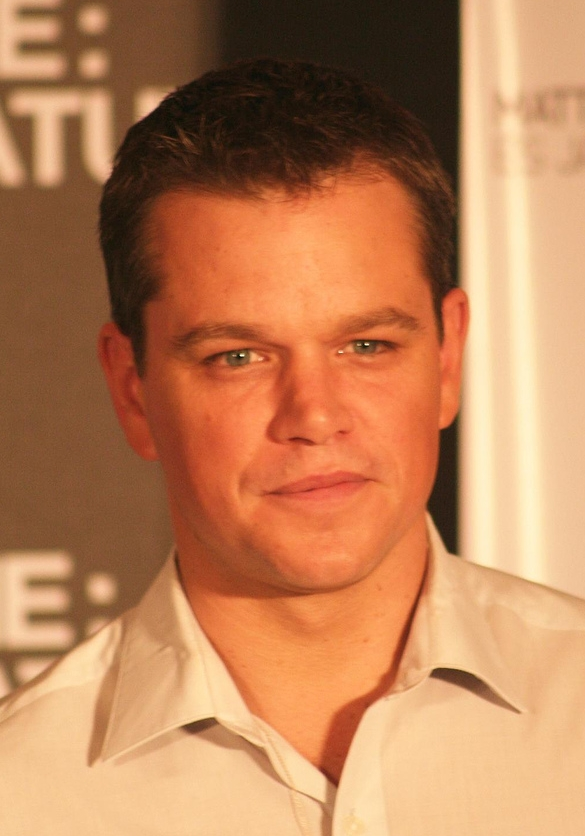
2007: Matt Damon (Bild 2007)
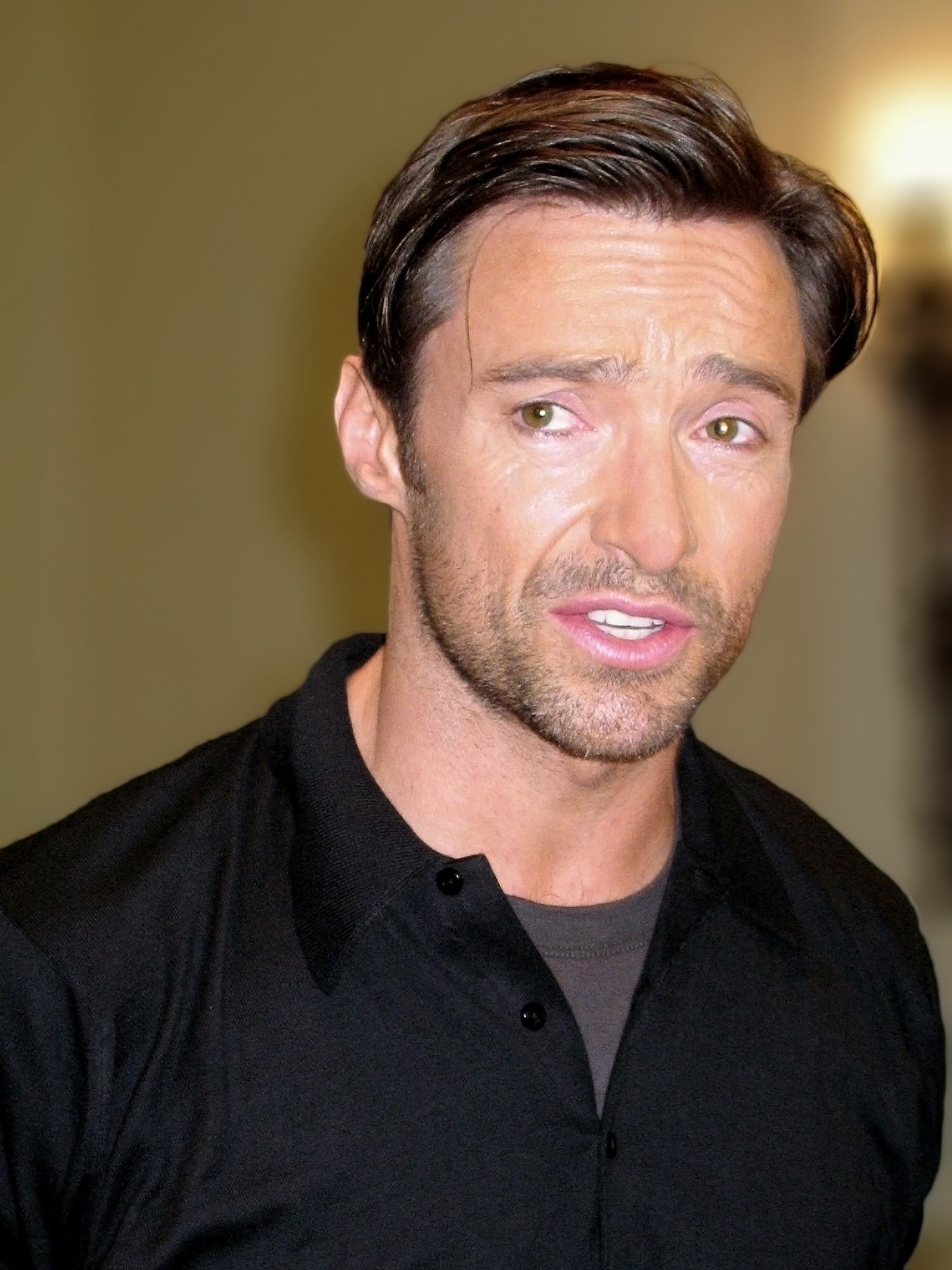
2008: Hugh Jackman (Bild 2009)
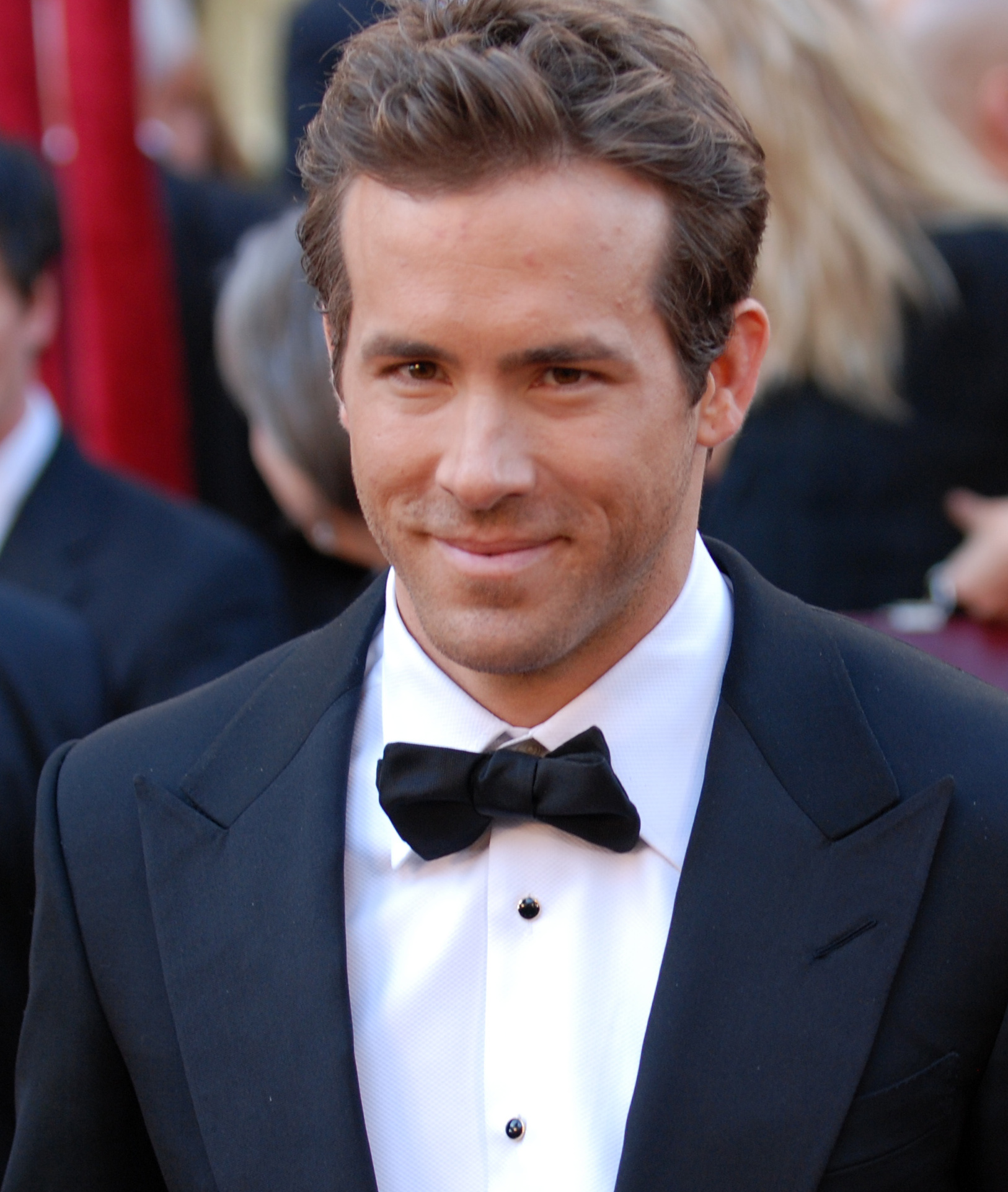
2010: Ryan Reynolds (Bild 2010)
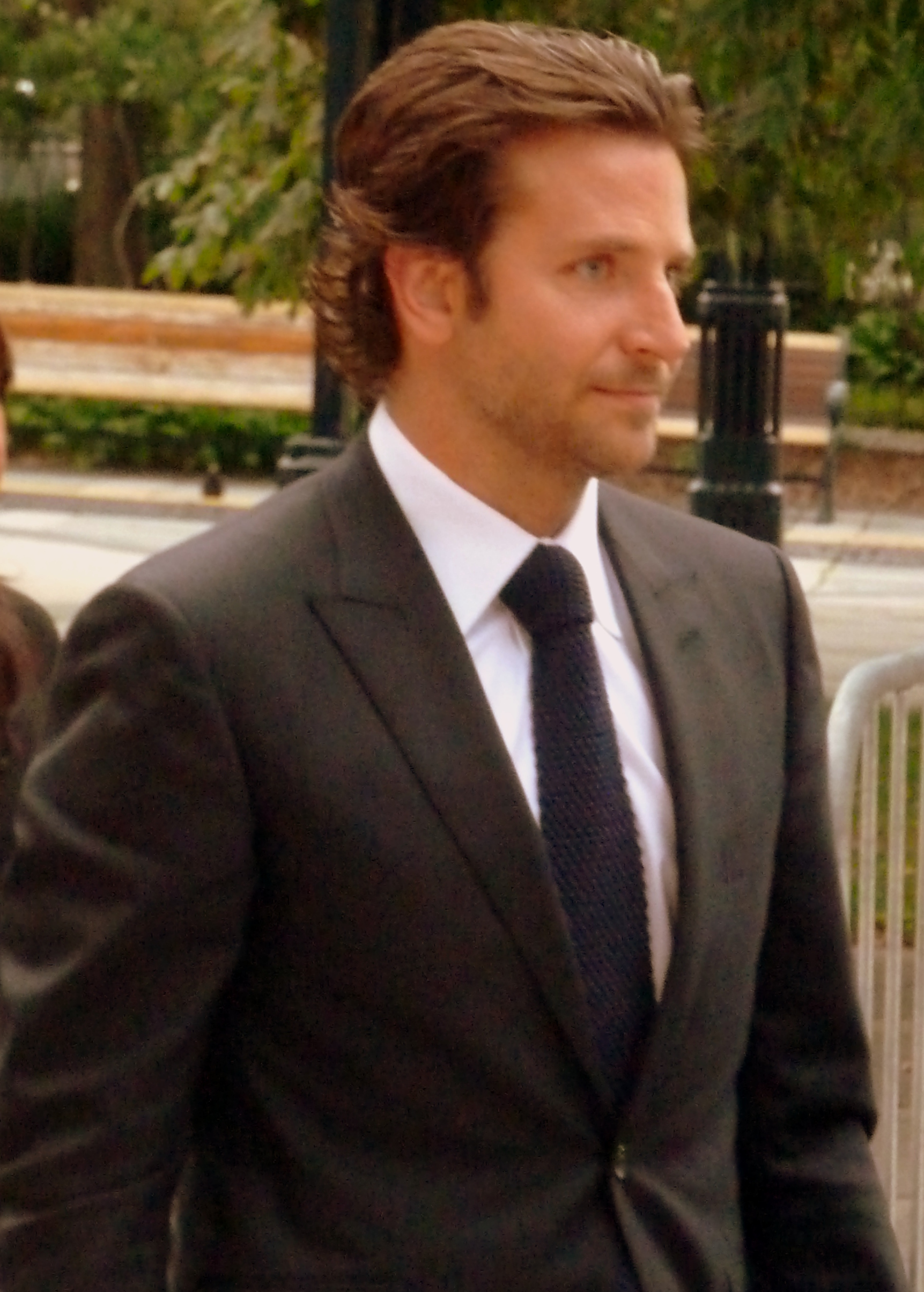
2011: Bradley Cooper (Bild 2012)
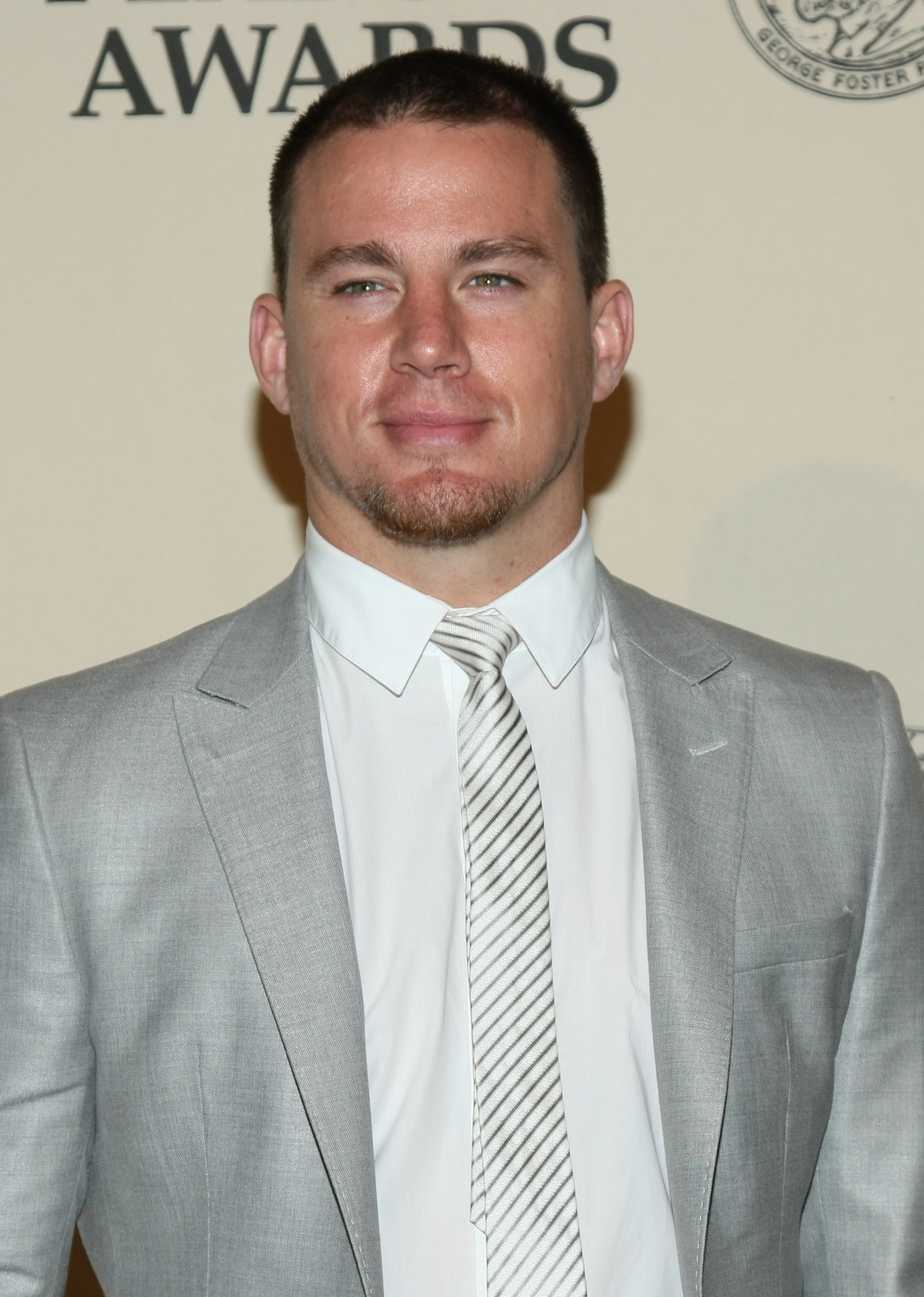
2012: Channing Tatum (Bild 2012)
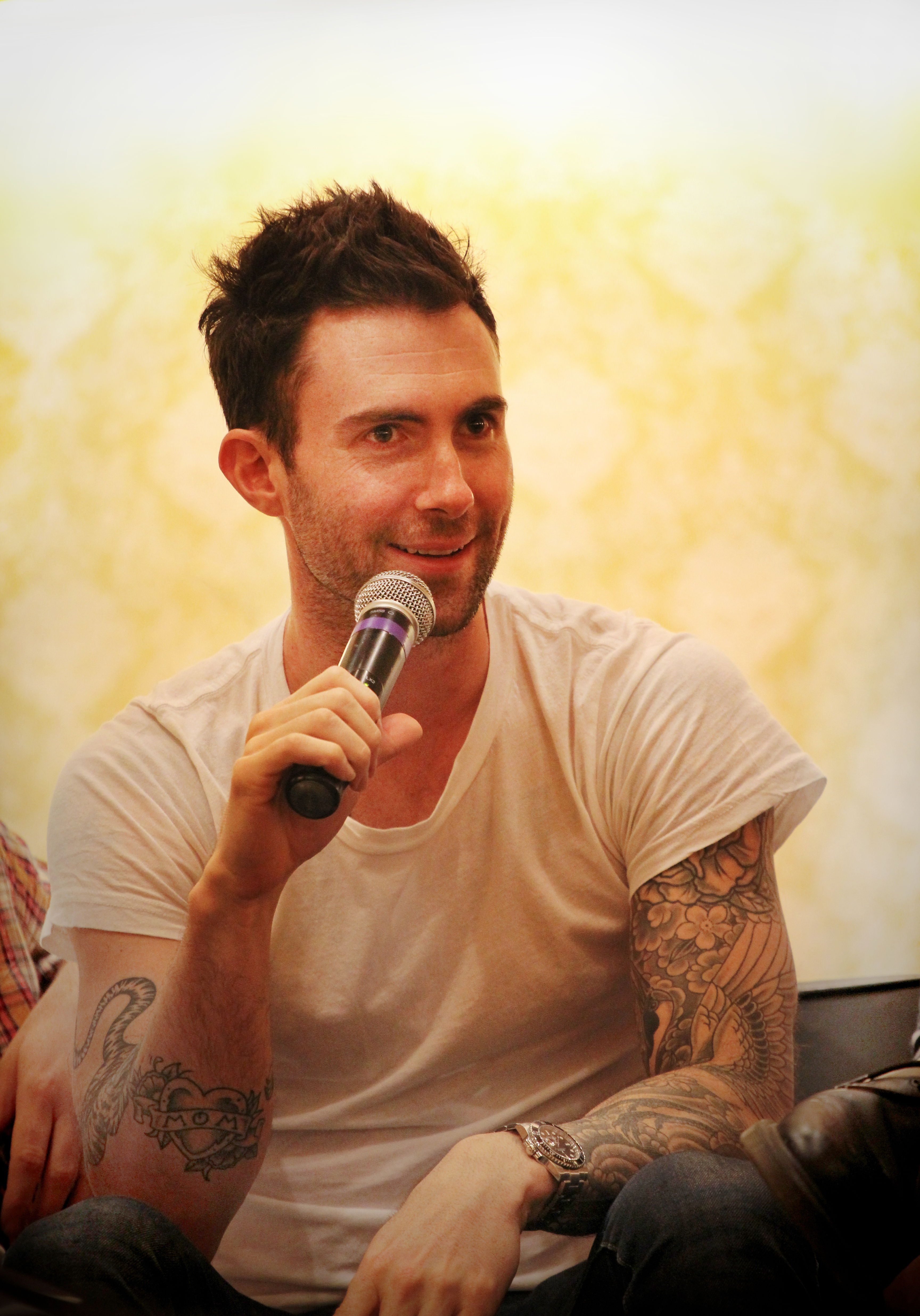
2013: Adam Levine (Bild 2011)
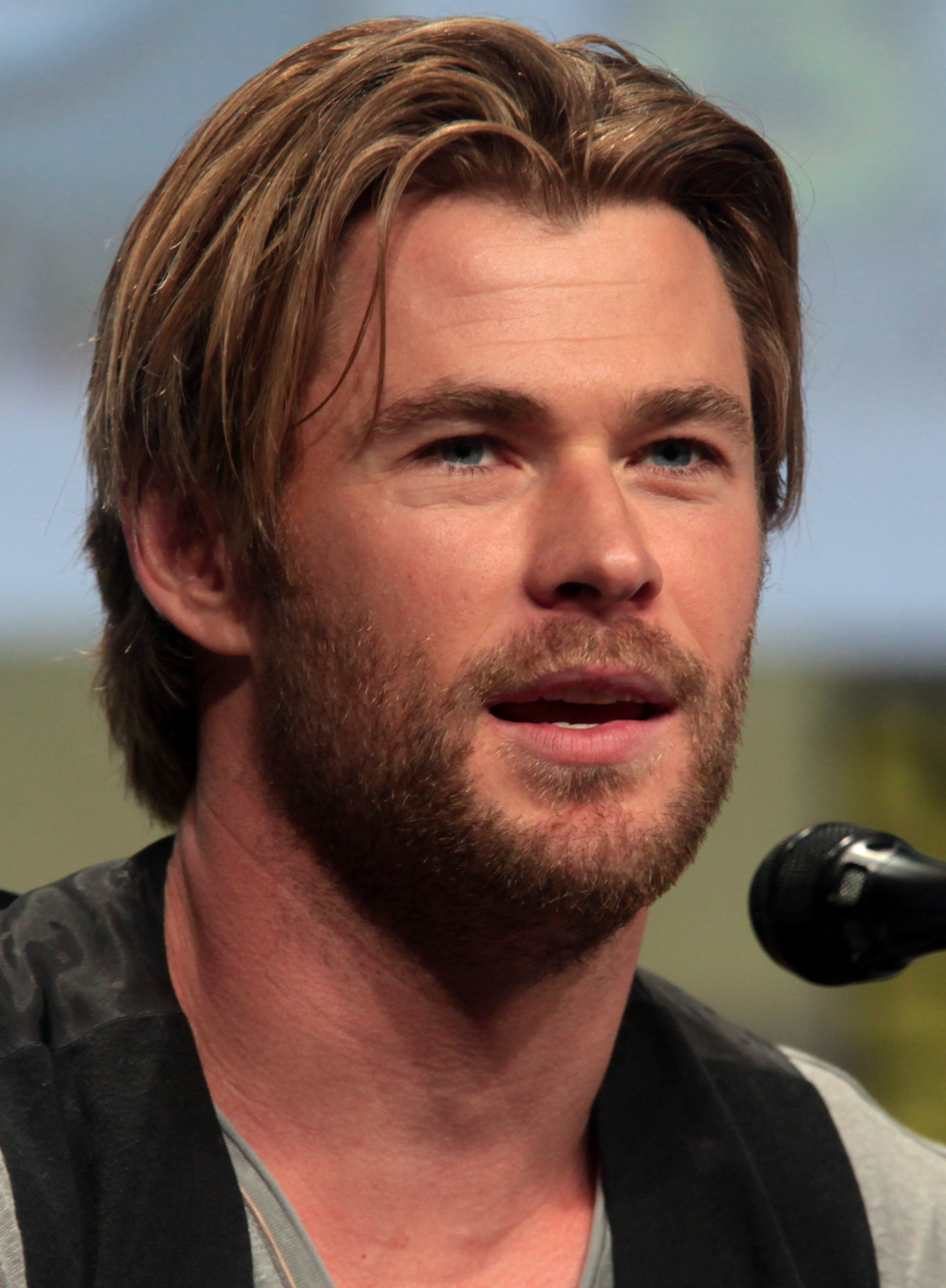
2014: Chris Hemsworth (Bild 2014)
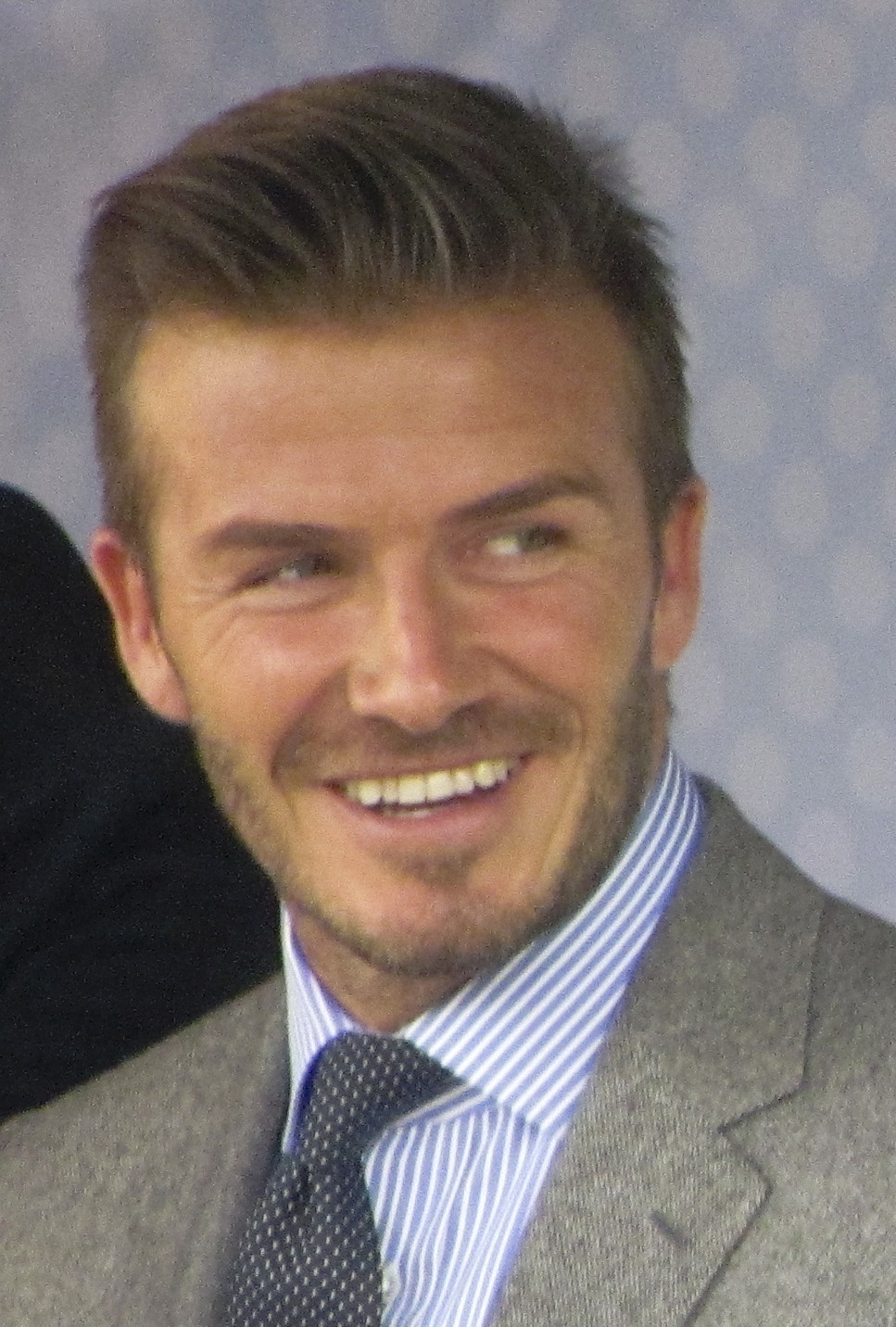
2015: David Beckham (Bild 2012)
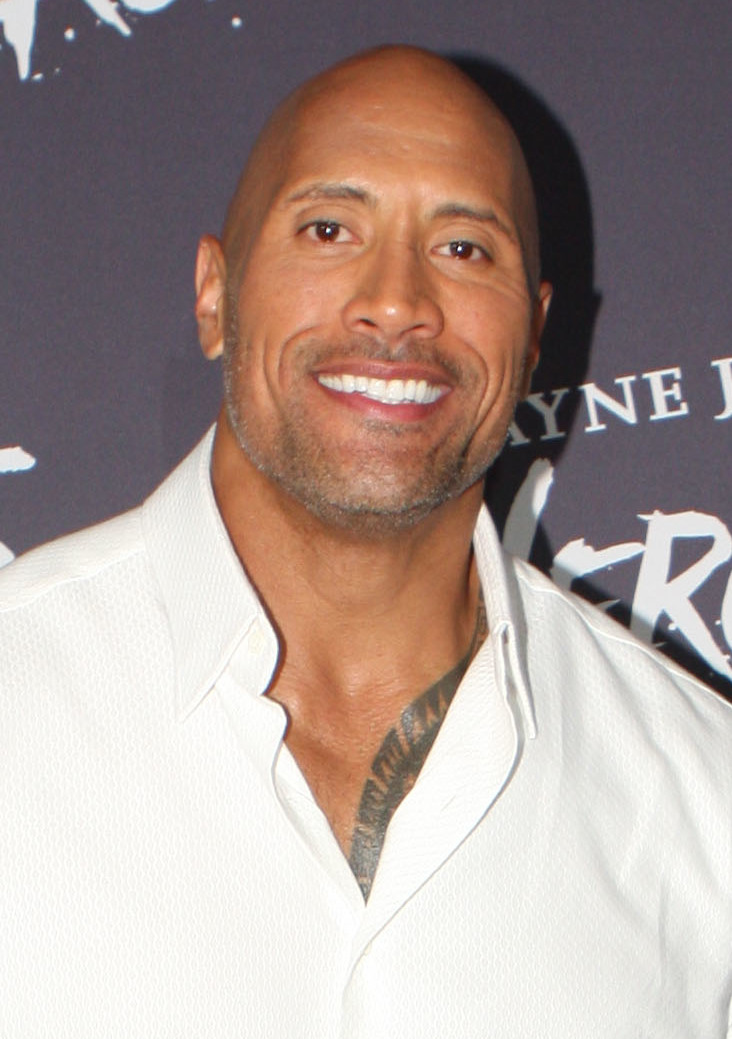
2016: Dwayne Johnson (Bild 2014)
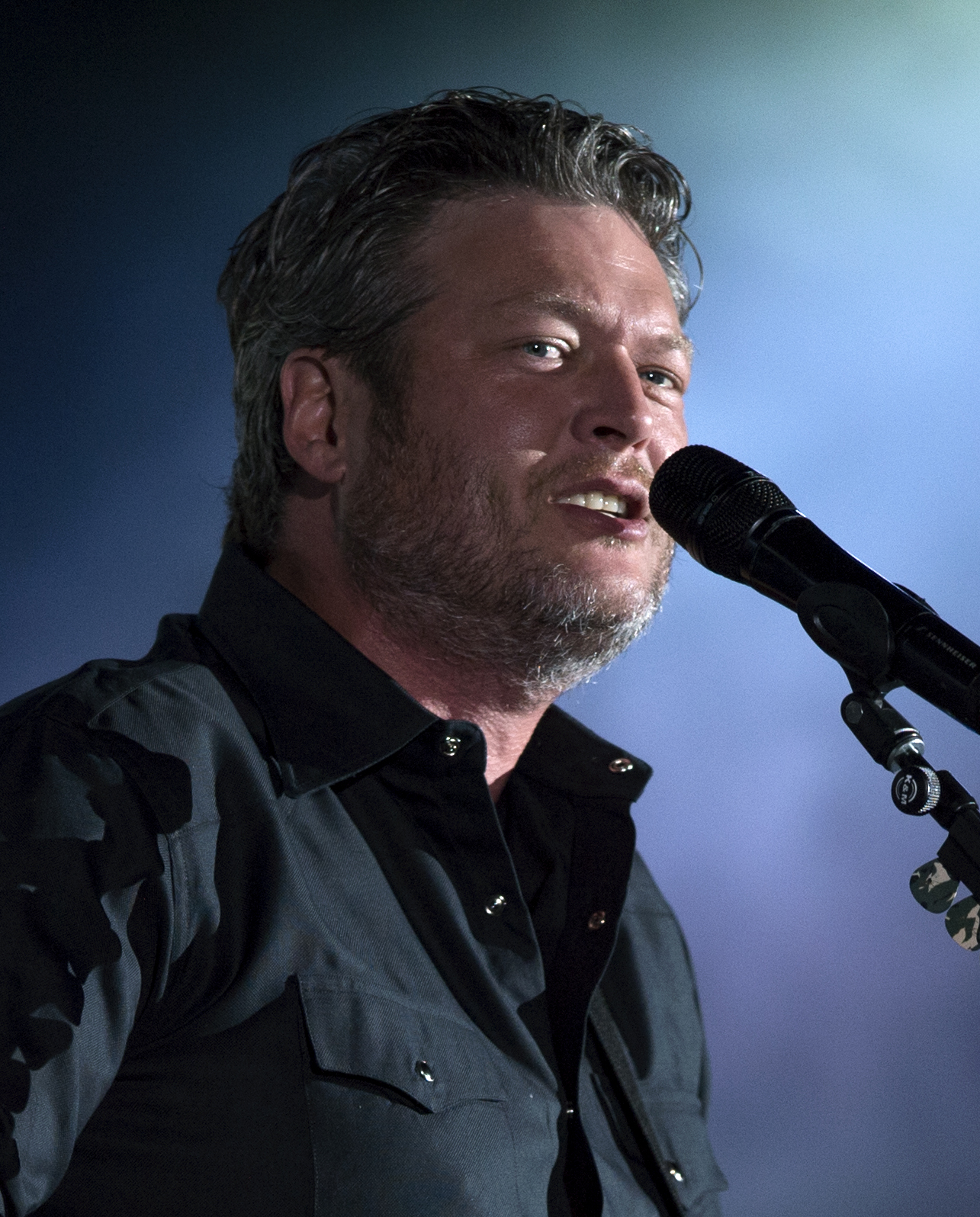
2017: Blake Shelton (Bild 2017)
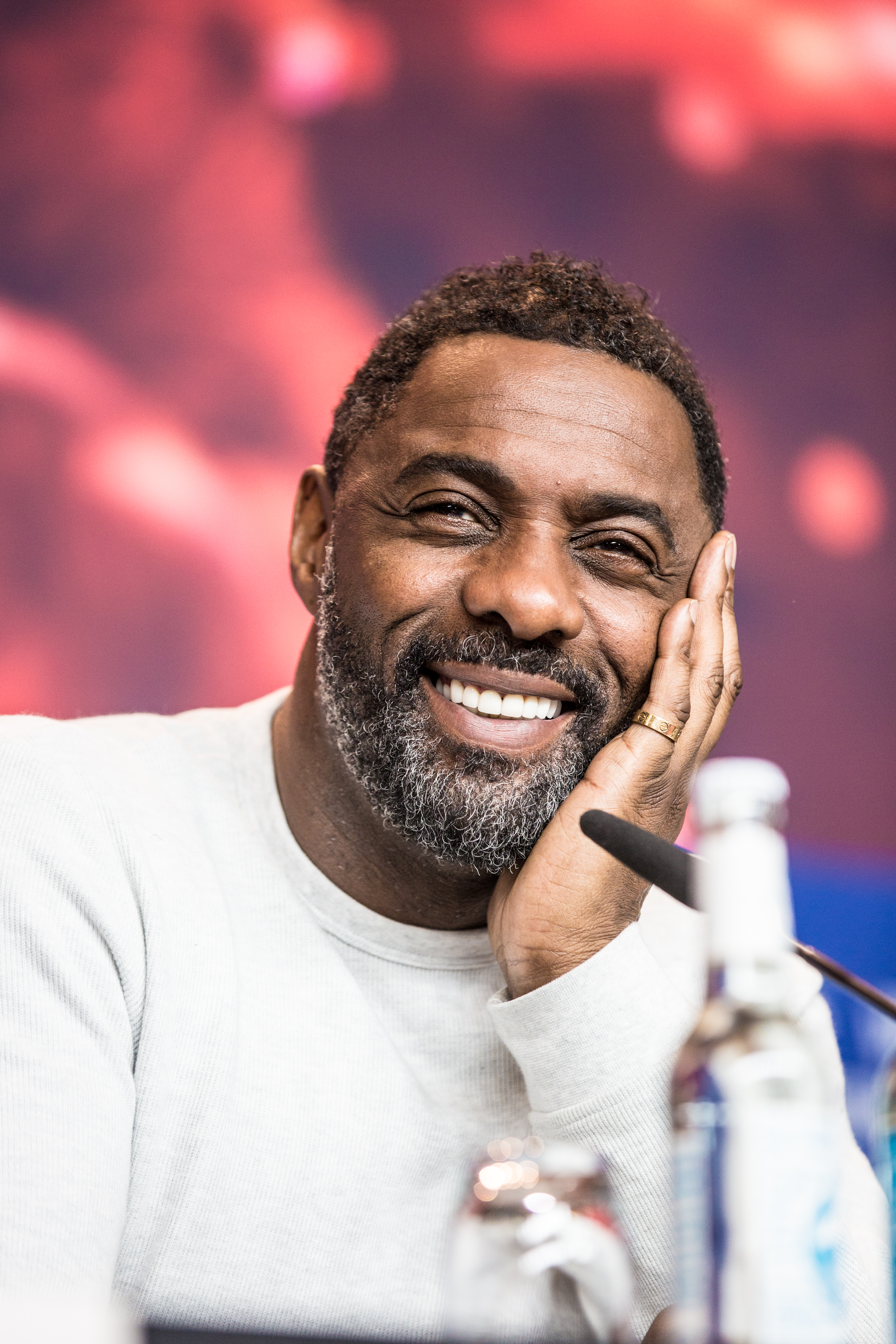
2018: Idris Elba (Bild 2018)
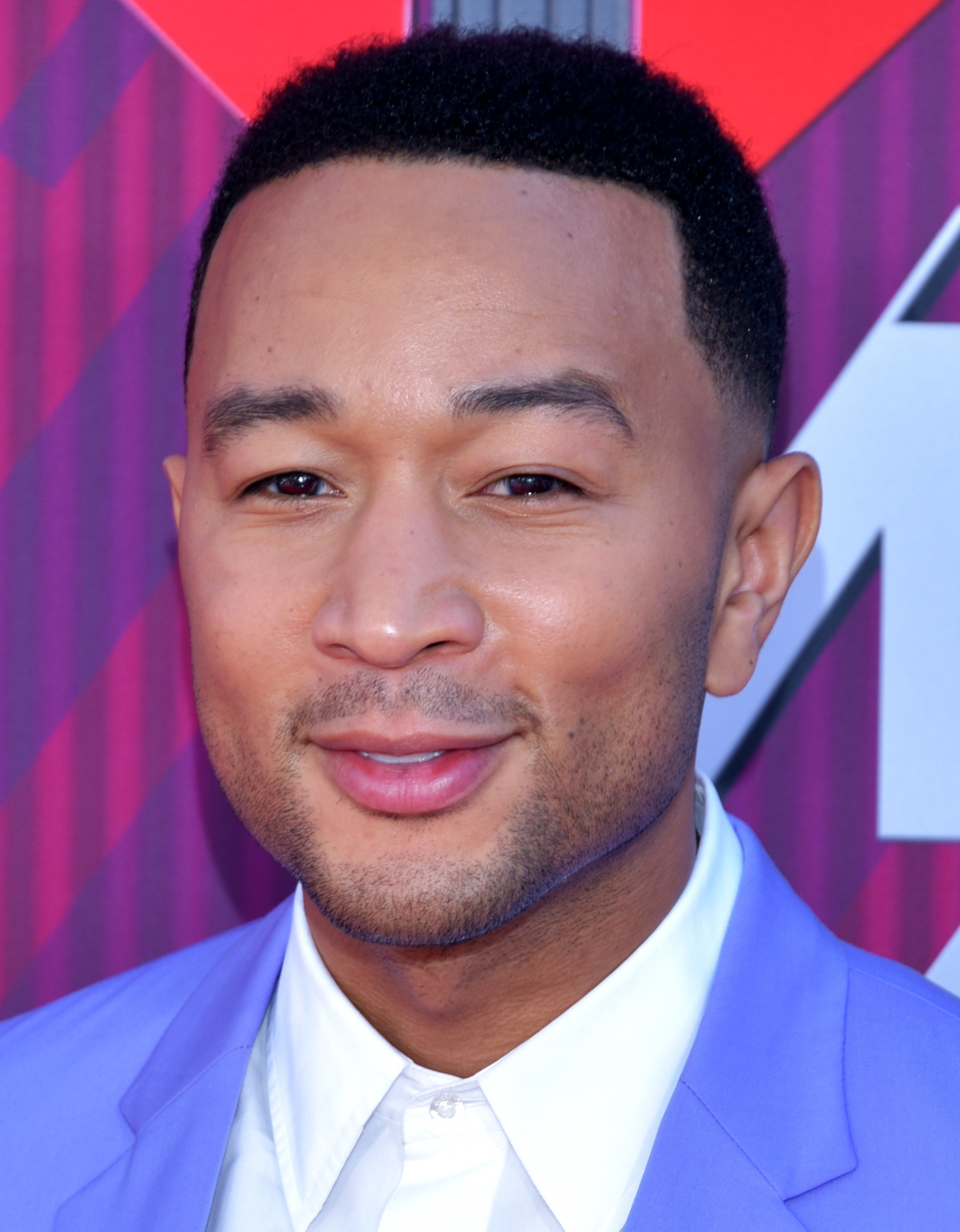
2019: John Legend (Bild 2019)
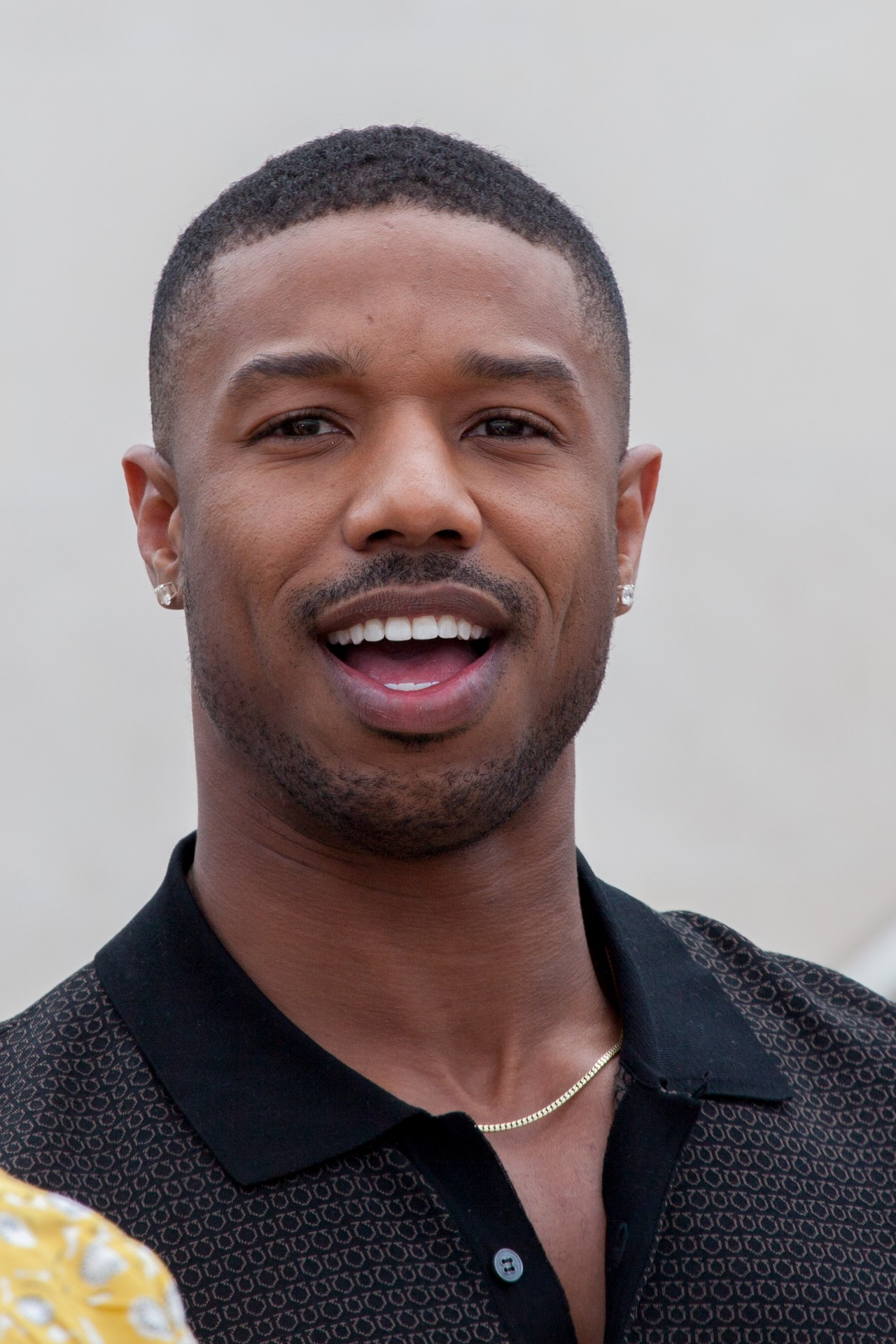
2020: Michael B. Jordan (Bild 2018)
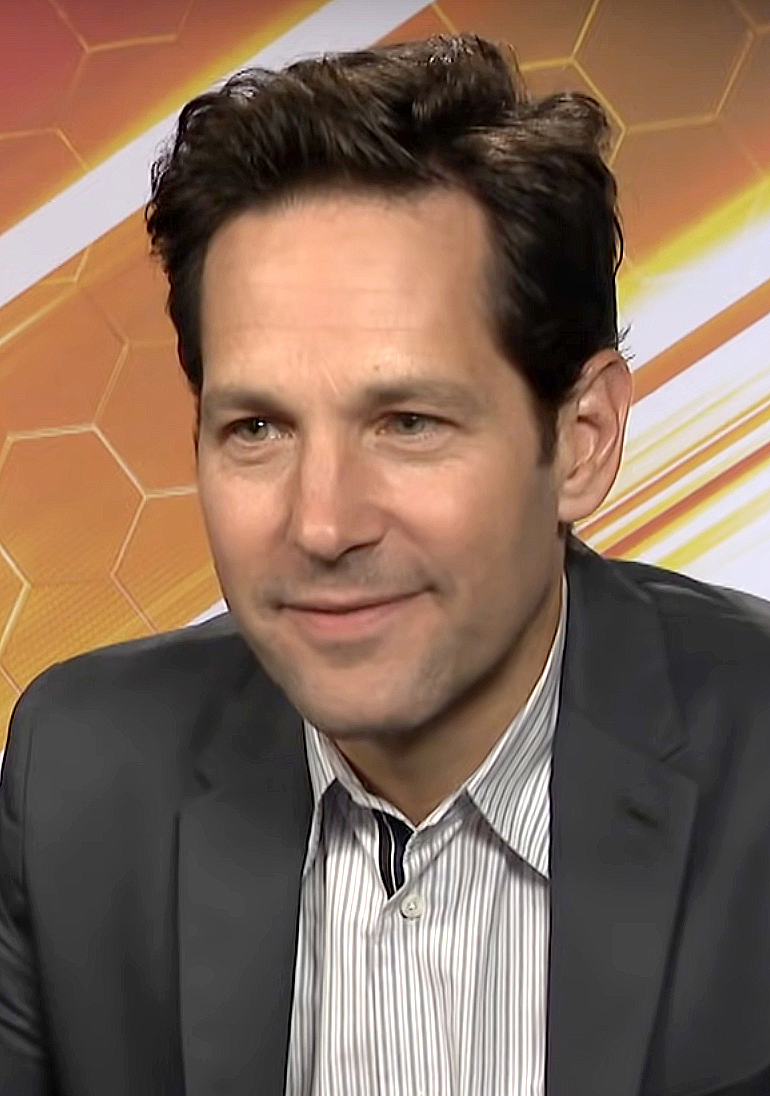
2021: Paul Rudd (Bild 2018)
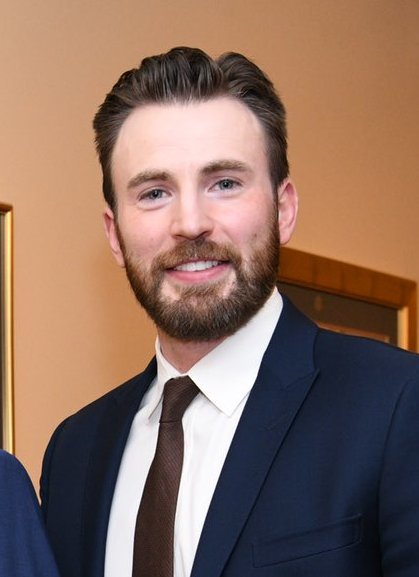
2022: Chris Evans (Bild 2020)
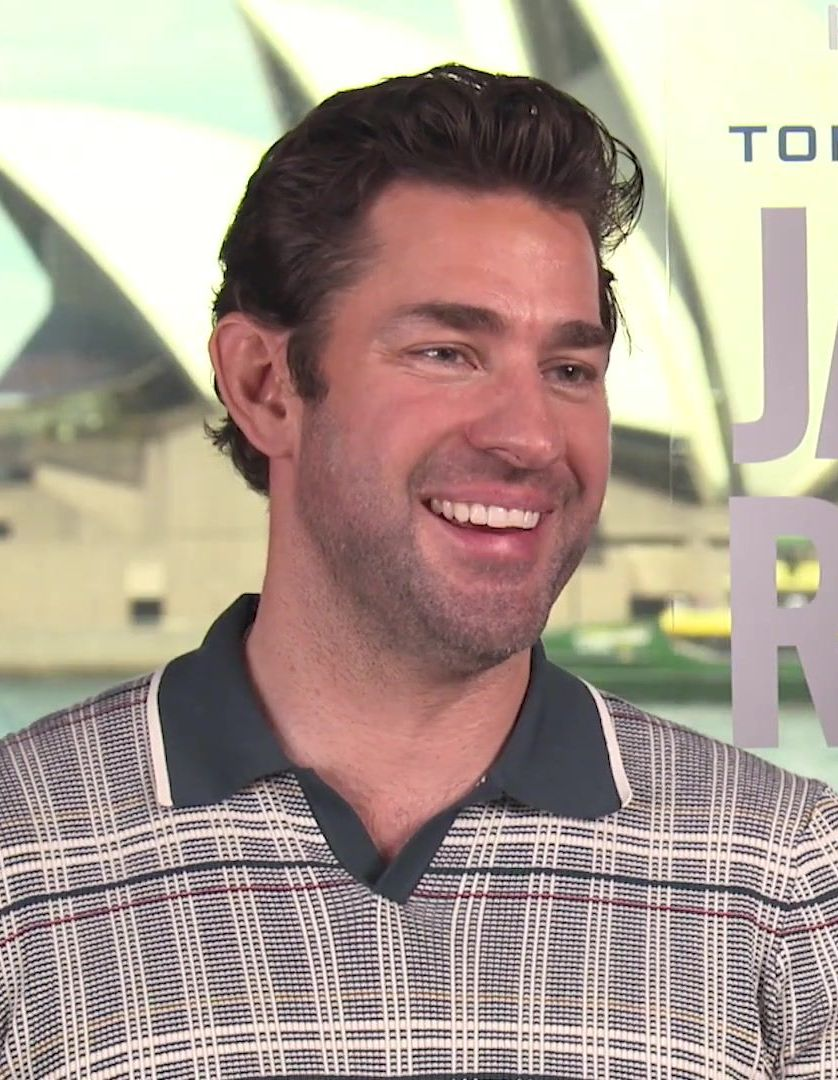
2024: John Krasinski (Bild 2022)